# Corazón neolítico de las Orcadas
El Corazón neolítico de las Orcadas comprende un conjunto de sitios neolíticos en las Orcadas, al norte de Escocia.
Skara Brae, Maeshowe, el anillo de Brodgar y las piedras de Stenness juntos forman el sitio Patrimonio de la Humanidad nombrado por la Unesco como Corazón neolítico de las Orcadas y que fue inscrito en 1999. Situado en la parte occidental de la isla Mainland de las Orcadas. Esta pequeña área ha proporcionado un rico patrimonio arqueológico en un lugar que está relativamente alejado de los principales centros de población de Escocia y de otras partes de Europa con gran densidad de población. Sin embargo, sería un error deducir que, debido a que las islas Orcadas hoy presentan estas características, haya sido esa su condición establecida desde siempre. Hay una cantidad sustancial de evidencias que sugieren que una parte de las islas más pequeñas de las islas británicas desarrollaron una sociedad avanzada en el Neolítico, que tuvo varios siglos más tiempo para desarrollarse en el territorio de la isla principal, Gran Bretaña. También está claro que, si bien el flujo de ideas y tecnologías en Gran Bretaña ha sido a menudo desde el sur hacia el norte, en este momento, es evidente que las islas Orcadas desempeñaron un papel importante en el desarrollo de cultura neolítica británica.
También existe la posibilidad de que las diferencias tribales fueran parte del paisaje cultural del Neolítico. La cerámica de Unstan se asocia con pequeños asentamientos como Knap de Howar, y las tumbas compartimentadas, como Midhowe. La cerámica de Grooved, por el contrario, tiende a asociarse con asentamientos más grandes, como Skara Brae y Barnhouse, y con el tipo de tumba Maes Howe.

## Complejos
| Código  | Nombre            | Coordenadas                                     | Construcción       |
| ------- | ----------------- | ----------------------------------------------- | ------------------ |
| 514-001 | Maes Howe         | 58°59′45.8″N 3°11′19.2″O / 58.996056, -3.188667 | Túmulo             |
| 514-002 | Rocas de Stenness | 58°59′38.7″N 3°12′34.1″O / 58.994083, -3.209472 | Megalitos          |
| 514-003 | Anillo de Brodgar | 59°00′3.8″N 3°13′50.2″O / 59.001056, -3.230611  | Crómlech           |
| 514-004 | Skara Brae        | 59°02′54.4″N 3°20′31.7″O / 59.048444, -3.342139 | Sitio prehistórico |

También existen un cierto número de sepulturas, lugares de ceremonia y de asentamiento no explorados todavía. El conjunto es un testimonio de la importancia de la vida en comunidad y del desarrollo cultural en este remoto archipiélago hace 5000 años.